# Saccobolus
Saccobolus Boud. – rodzaj grzybów z typu workowców (Ascomycota).

## Charakterystyka
Grzyby koprofilne, czyli rozwijające się na odchodach zwierząt roślinożernych. Ich zarodniki po osiągnięciu dojrzałości stają się fioletowe lub brązowawe.

## Systematyka i nazewnictwo
Pozycja w klasyfikacji według Index Fungorum: Ascobolaceae, Pezizales, Pezizomycetidae, Pezizomycetes, Pezizomycotina, Ascomycota, Fungi.
Takson utworzył Jean Louis Émile Boudier w 1869 r. Synonim: Ornithascus Velen. 1934
Gatunki występujące w Polsce
- Saccobolus beckii Heimerl 1889
- Saccobolus citrinus Boud. & Torrend 1911
- Saccobolus depauperatus (Berk. & Broome) E.C. Hansen 1877
- Saccobolus dilutellus (Fuckel) Sacc. 1889
- Saccobolus glaber (Pers.) Lambotte 1887
- Saccobolus minimus Velen. 1934,
- Saccobolus truncatus Velen. 1934
- Saccobolus verrucisporus Brumm. 1967
- Saccobolus versicolor (P. Karst.) P. Karst. 1885

Nazwy naukowe na podstawie Index Fungorum. Wykaz gatunków według M.A. Chmiel.